# سوزش سرانگشتان
سوزش سرانگشتان (به انگلیسی: By the Pricking of my thumbs) رمان جنایی سال ۱۹۶۸ نوشته آگاتا کریستی است که قهرمان‌های آن یک زوج کاراگاه به نام‌های تامی و تاپنس هستند.